# 凱凱區
凱凱區（西班牙語：Distrito de Caicay），是秘魯的一個區，位於該國南部庫斯科大區的保卡坦博省，始建於1825年6月21日，面積110.72平方公里，海拔高度3,100米，2005年人口2,789，人口密度每平方公里25人。